# إيدا بارني
إيدا بارني (بالإنجليزية: Ida Barney)‏ هي رياضياتية وعالمة فلك أمريكية، ولدت في 6 نوفمبر 1886 في نيو هيفن في الولايات المتحدة، وتوفي بنفس المكان في 7 مارس 1982.

## بداية الحياة
وُلدت بارني في 6 تشرين الثاني 1886 في نيوهيفن، كونيكتيكوت، أمها إيدا باشنل بارني وأبوها صاموئيل إبين بارني. كانت شغوفة بمراقبة الطيور ورئيسة لنادي الطيور بنيوهيفن. بعد تقاعدها من ييل، استمرت بالعيش في نيو هيفين حيث ماتت في 7 آذار 1982 عن عمر 95 عاماً.

## التعليم
في عام 1908 تخرجت بارني من كلية سميث بدرجة بكالوريوس في الفنون وهناك أصبحت عضواً في جمعية فاي بينا كابا وسيغما كاي والجمعيات الشرفية الوطنية للطلاب. بعد ذلك بثلاث سنوات تلقت درجة الدكتوراه من جامعة ييل.

## المسيرة العلمية
من 1911 وحتى 1912 بعد تلقيها الدكتوراه مباشرة كانت بارني أستاذة علم الرياضيات في كلية رولنز وبنهاية العام ذاك انتقلت إلى مدرستها الأم كلية سميث حيث كانت مدرسة للرياضيات. في عام 1917 انتُدبت كأستاذ في كلية ليك إيري حيث بقيت حتى عام 1919. في عام 1920 عادت إلى كلية سميث كأستاذ مساعد وفي عام 1922 عين مرصد جامعة ييل بارني كباحثة مساعدة وهو لقب بقيت تحمله حتى 1949 حينما رُقِّيت إلى باحثة مشاركة. المرصد مثله مثل أي مرصد جامعي كان يوظف إمكانيات كبيرة لعلم الفلك وذلك بفضل التلسكوبات المزودة بالكاميرات. في بداية مسيرتها كعالمة فلك عملت بارني تحت إشراف فرانك شلسنغر ورسمت موضع النجوم من مصورات فوتوغرافية وعملت على حسابات الإحداثيات السماوية 
من مواقعها على المخططات. كان العمل مملاً بحيث اعتبره شلسنغر مناسباً للنساء العاجزات عن البحث النظري. ورغم ذلك طورت طرقاً عديدة زادت كلاً من دقة وسرعة الحسابات ومنها استعمال آلة ركزت تلقائياً المخططات الفوتوغرافية. اكتمل عمل حياتها خلال 23 عاماً ساهمت به في دليل مرصد ييل المصور للمجرات وهو سلسلة من الأدلة المصورة للنجوم نشره مرصد ييل من 1939 وحتى 1983 ويحتوي حوالي 400000 نجم وأثر في فهرس النجم الساطع. في عام 1941 وحينما تقاعد شلسنغر استلمت بارني الإشراف الكامل على الدليل المصور. وبموجب توجيهاتها فقد أُكملت القياسات للمخططات الفوتوغرافية في مخبر علوم واتسون لشركة آي بي إم باستعمال جهاز الكتروني جديد الذي أنقص الجهد العيني وزاد من الدقة. إن مساهمتها الفردية للأدلة المصورة للنجوم تلك سجلت موقع وارتفاع والحركة الخاصة لما يقارب من 150000 نجم. وبسبب دقتها فما يزال يستعمل الدليل المصور لليوم في دراسات الحركة الخاصة. تقاعدت من الحياة الأكاديمية عام 1955. وخلفتها إلين دوريت هوفليت.

### الجوائز
حينما كانت باحثة مشاركة في مرصد جامعة ييل كُرِّمت بارني عام 1952 بجائزة اني جامب كانون لعلوم الفلك التي تمنح كل ثلاث سنوات وهي جائزة مرموقة لعالمات الفلك تمنحها الجمعية الأمريكية لعلماء الفلك.
دُفن رفاتها في مقبرة شارع غروف في نيوهيفن كونيكتيكوت.
سمي الكويكب 5655 بارني تخليداً لذكراها وقد اكتشفه إنغريد فان هوتين-جرونفيلد وكارولينس جوهانز فان هوتن وتوم جيرليز في مرصد بالومر عام 1973. 